# Tony Cavet
Tony Cavet, né le 21 juillet 1975 à Gaillon dans le département de l'Eure, est un coureur cycliste français, actif de 1997 à 2011.

## Biographie
Il se classe 6e au Tour de Bretagne en 1999, et 9e au Grand Prix des Marbriers en 2010.
En 2010 et 2011, il court pour le Véloce Club Rouen 76.

## Palmarès
- 1997
  - Maillot des As (Jeunes)
  - 3e de Paris-Troyes
- 2001
  - Paris-Connerré
  - 2e de Paris-Chauny
- 2002
  - 3e et 5e étapes du Tour de Moselle
  - Grand Prix de Lys-lez-Lannoy
  - 2e du Circuit du Pévèle
  - 2e du Grand Prix international de la ville de Nogent-sur-Oise
  - 3e de Paris-Ézy
- 2003
  - 4e étape des Trois Jours de Cherbourg
  - 2e du Grand Prix des Flandres françaises
  - 2e du Grand Prix de Fougères
  - 3e du Grand Prix Cristal Energie
  - 3e du Trophée des champions
- 2004
  - 2e étape des Trois Jours de Cherbourg
  - Mémorial d'Automne
  - 2e du Circuit du Port de Dunkerque
  - 2e du Circuit des Deux Ponts
  - 2e du Tour de Seine-Maritime
  - 3e du Grand Prix de Blangy-sur-Bresle
- 2005
  - 2e des Trois Jours de Cherbourg
  - 2e du Grand Prix de Blangy-sur-Bresle
  - 2e du Tour du Pays du Roumois
  - 3e du Prix de la Saint-Laurent
- 2006
  - Trois Jours de Cherbourg
  - Prix de la Saint-Laurent
  - Grand Prix de la ville de Pérenchies (UCI Europe Tour 2006 en juillet)
  - Souvenir Louison-Bobet
  - 2e du Grand Prix de Blangy-sur-Bresle
  - 2e du Tour du Pays du Roumois
  - 2e du Grand Prix Michel-Lair
- 2007
  - 2e du Grand Prix de Lys-lez-Lannoy
  - 3e du Circuit du Pévèle
- 2008
  - Trois Jours de Cherbourg
  - Paris-Chauny
  - 2e du Prix de la Saint-Laurent
  - 2e du Mémorial d'Automne
  - 3e du Tour du Pays du Roumois
  - 3e du Grand Prix Michel-Lair
  - 3e de Chambord-Vailly
- 2009
  - Grand Prix de Luneray
- 2010
  - 3e de Paris-Évreux